# بله، بانو
بله، بانو (به انگلیسی: Yes, Madam) یک فیلم سینمایی اکشن هنگ کنگی محصول سال ۱۹۸۵ میلادی به کارگردانی کری یوئن و تهیه کنندگی سامو هونگ است.

## بازیگران
- میشل یئو به عنوان بازرس ارشد نگ
- سینتیا روتراک به عنوان بازرس ارشد کری موریس
- جان شوم در نقش استریپسیل
- مانگ هووی در نقش آسپرین
- تسوی هارک در نقش پانادول

## انتشار
فیلم بله بانو در تاریخ ۳۰ نوامبر ۱۹۸۵ در هنگ کنگ اکران شد. که در گیشه بیست و یکمین فیلم پرفروش آن سال در هنگ کنگ شد.